# Australopitecinis
Els australopitecinis (Australopithecini) són la tribu d'homínids més emparentada amb la dels humans (Hominini) de la que se n'ha trobat restes. Només inclou dos gèneres: Australopithecus i Paranthropus.
Existeix la possibilitat que sigui parafilètica amb els homininis.